# Letiště Jindřichův Hradec
Letiště Jindřichův Hradec je veřejné vnitrostátní letiště v Jihočeském kraji, jež provozuje Aeroklub Jindřichův Hradec. Nachází se přibližně 2 km na západ od centra města ve výšce 512,98 metrů nad mořem.

## Popis
Letecké základna o rozloze více než 10 hektarů umožňuje motorové, ultralehké a bezmotorové létání i paraprovoz. Provozu letiště slouží jedna asfaltová a jedna travnatá dráha.

### Další aktivity
- Na letišti se od 1. do 8. září 2018 konalo 21. Mistrovství Evropy v letecké akrobacii v nejvyšší kategorii Unlimited.[4][5] Český pilot Martin Šonka vyhrál disciplínu freestyle.[6]
- Letiště nabízí možnost přespání ve čtyřech pokojích a využití kuchyně.[7]
- Aeroklub pořádá příměstské tábory pro děti.[8]

## Historie
Zajímavostí je, že Jindřichův Hradec se 28. července 1912 stal místem posledního veřejného vystoupení Jana Kašpara, kdy se ani po druhém vzletu nepodařilo překonat více než 12 metrů výšky. Neúspěch byl zčásti zaviněn nepříznivým počasím, dalším důvodem byla nezkušenost pilota.
V létě roku 1927 ve městě založila přechodné letitě, před koncem roku pak zde byla zřízena odbočka Masarykovy letecké ligy, která tu roku 1930 zřídila tzv. „plachtový odbor”. O šest let později se místo stalo Pomocným vojenským letištěm a začala zde působit 2. letka pozorovacích letadel Š-328, přemístěná z polního letiště Zbraslavice.
Parašutismus zde začal být provozován v roce 1954 pod vedením vojska. Roku 1957 byla se souhlasem Místního národního výboru v akci Z započata stavba zděného hangáru, který byl v letech 1958–1959 rekonstruován na provozní budovu. Řídící věž byla vystavěna v roce 1984, a to v akci Z stejně jako později nový hangár.